# Кикхем, Чарлз Джозеф
Чарлз Джозеф Кикхем (англ. Charles Joseph Kickham; 9 мая 1828, Маллинахон, Южный Типперэри, Ирландия — 22 августа 1882, Дублин) — ирландский писатель
, поэт, журналист, революционер. Лидер Ирландского республиканского братства (1873—1882).

## Биография
Сын торговца тканями, патриота. Племянник по матери Джона О’Махони, революционера, одного из основателей движения фениев. В 13-летнем возрасте серьёзно пострадал в результате взрыва пороховой смеси, рос глухим и почти слепым.
С юных лет инресовался политикой.
За участие в Ирландском восстании 1848 года подвергся аресту. В 1860-е гг. участник движения фениев, сотрудник журнала «Айриш пипл» («The Irish People»).
В 1865 году был схвачен англичанами и приговорён к четырнадцати годам тюремного заключения. В тюрьме провёл четыре года, но после этого его здоровье значительно ухудшилось, хотя он до конца жизни участвовал в политической жизни ирландских националистов.

## Творчество
Стихотворение «Канун дня святого Джона» (1868) написано во время вторичного пребывания в тюрьме.
Автор популярных баллад и песен «Ирландская крестьяночка», «Она жила около Аннера». В романе «Нокнаго, или Дома в Типперэри» (1879) описал жизнь бедняков.

## Избранные сочинения
- Sally Cavanagh, Dublin, 1869.